# Metropolitní město Janov
Metropolitní město Janov (Città metropolitana di Genova) je italský správní celek druhé úrovně v regionu Ligurie. Hlavním městem je Janov. Sousedí na západě s provincií Savona, na severu s provinciemi Alessandria, Piacenza a Parma a na východě s provincií La Spezia. Na jihu její břehy omývá Ligurské moře.